# Tithaeus sarawakensis
Tithaeus sarawakensis is een hooiwagen uit de familie Tithaeidae. De originele naamcombinatie (protoniem) is Tithaeus sarawakensis Roewer, 1912. De huidige (vanaf 2023) geldig wetenschappelijke naam van Tithaeus sarawakensis Gaat terug op Carl Frederick Roewer.